# Iolanda de Aragão
Iolanda de Aragão (em espanhol: Yolanda, em francês: Yolande; Saragoça, 11 de agosto de 1384 — Saumur, 14 de novembro de 1442) foi requerente ao trono e rainha reinante de Aragão, rainha consorte titular de Nápoles, duquesa de Anjou, condessa da Provença e regente da Provença durante a minoridade de seu filho. Teve atuação crucial nas disputas entre a França e a Inglaterra, influenciando acontecimentos como o financiamento do exército de Joana d'Arc, em 1429, e o favorecimento da França. Segundo a tradição, ela teria encomendado o famoso Livro das Horas de Rohan.

## Biografia
Iolanda (ou Violante) nasceu em Saragoça, Aragão, a filha mais velha do rei João I de Aragão e de sua segunda consorte, Iolanda de Bar, que era neta materna do rei João II de França. Ela teve cinco irmãos germanos, assim como cinco irmãos consanguíneos mais velhos, filhos do primeiro casamento de seu pai com Marta d'Armagnac. Iolanda posteriormente teve papel importante na política do Império Angevino, da França e de Aragão durante a primeira metade do século XV. Como a filha sobrevivente do rei João I, ela reivindicou o trono de Aragão após as mortes de Joana, Condessa de Foix, sua meia-irmã mais velha, e do rei Martim I, seu tio. No entanto, apesar de obscuras, entendia-se que as leis de sucessão de Aragão e de Barcelona na época favoreciam os parentes homens em detrimento das mulheres (foi assim que o tio de Iolanda, Martinho I, veio a herdar o trono aragonês). Martim morreu sem descendentes vivos em 1410, e, após dois anos sem rei, os Estados de Aragão elegeram Fernando de Antequera para sucedê-lo, como Fernando I. Ele era o filho mais novo do rei João I de Castela e de Leonor de Aragão, irmã de Martinho.
O candidato angevino ao trono era o filho mais velho de Iolanda, Luís III, Duque de Anjou, cujo direito ao trono foi negado no Compromisso de Caspe. Iolanda e seus filhos consideravam-se os herdeiros com o argumento mais forte, e passaram a usar o título de rei de Aragão. Como resultado dessa herança adicional, Iolanda era chamada "a Rainha dos Quatro Reinos" — aparentemente, Sicília, Jerusalém, Chipre e Aragão. Outra interpretação especifica Nápoles, aparte da Sicília, mais Jerusalém e Aragão. O número pode aumentar para sete se os dois reinos componentes da Coroa de Aragão (Maiorca e Vanlência) e a Sardenha forem incluídos. Todavia, na realidade, Iolanda e sua família controlaram territórios nestes ditos reinos por curtos intervalos de tempo, quando muito. Seu verdadeiro domínio eram os feudos angevinos sobre a França: eles governavam incontestavelmente as províncias da Provença e de Anjou, e também, por vezes, Bar, o Maine, Touraine e Valois. O filho de Iolanda, Renato I de Anjou, tornou-se governante da Lorena através de seu casamento com Isabel da Lorena.

### A França e a Casa de Anjou
Na segunda fase emergente da Guerra dos Cem Anos, Iolanda escolheu apoiar os franceses (especialmente, a facção dos Armagnacs) contra os ingleses e os borgonheses; ela apoiava a causa do Delfim, que, fiando-se ao auxílio de Iolanda, sucedeu em ser coroado Carlos VII de França. Uma vez que a própria mãe de Carlos, Isabel da Baviera, trabalhava contra ele, diz-se que Iolanda foi a pessoa que protegeu o adolescente de toda sorte de conspirações contra sua vida e agia como sua mãe substituta. Ela tirou Carlos da corte e o manteve em seus próprios castelos, habitualmente os do vale do Loire, onde Carlos recebeu Joana d'Arc. Iolanda arranjou o casamento de Carlos com sua filha Maria de Anjou, assim tornando-se sua sogra. Isto levou ao seu envolvimento pessoal, e crucial, na luta pela sobrevivência da Casa de Valois na França.
O casamento de Iolanda com Luís II de Anjou, em Arles, em dezembro de 1400, foi arranjado como parte de esforços para pôr termo às disputas entre as Casas de Aragão e de Anjou pelos reinos da Sicília e de Nápoles. Luís investiu grande parte de sua vida em batalhas na Itália reivindicando o Reino de Nápoles. Na França, Iolanda era duquesa de Anjou e condessa da Provença. Ela preferia manter sua corte em Angers e em Saumur. Teve seis filhos, e através de seu segundo filho varão, Renato I de Anjou, ela era avó de Margarida de Anjou, esposa do rei Henrique VI de Inglaterra.
Com a vitória dos ingleses sobre os franceses na Batalha de Azincourt, em 1415, o Ducado de Anjou ficou ameaçado. O rei francês, Carlos VI, estava mentalmente enfermo e seu reino se encontrava num estado de guerra civil entre os Borgonheses e os Orleanistas (Armagnacs). A situação ficou ainda mais desfavorável com a aliança entre o duque da Borgonha, João, o Destemido, os ingleses e a rainha francesa, Isabel da Baviera, que se submeteu à conspiração do Duque da Borgonha para impedir que os filhos de Carlos VI herdassem a coroa. Temendo o poder excessivo do Duque da Borgonha, Luís II e Iolanda se mudaram com seus filhos e com o futuro genro Carlos para a Provença, no sul da França.

### O Delfim
Entre 1415 e 1417, os dois filhos varões mais velhos de Carlos VI morreram em rápida sucessão: primeiro Luís, depois João. Ambos irmãos estiveram sob os cuidados do Duque da Borgonha. Iolanda era a protetora de seu genro, Carlos, que se tornou o novo delfim. Ela negou as ordens da rainha Isabel de retornar Carlos à Corte, tendo respondido: "Nós não criamos este aqui para que a senhora faça-o morrer como os irmãos, nem que enlouqueça como o pai ou se torne inglês como a senhora. Venha buscá-lo acaso se atreve".
Em 29 de abril de 1417, Luís II morreu de doença, deixando Iolanda, aos trinta e três anos, no controle da Casa de Anjou. Ela atuava como regente em nome de seu filho devido à sua juventude. Ela também tinha o destino da Casa de Valois em suas mãos. Seu jovem genro, o delfim Carlos, estava excepcionalmente vulnerável aos desígnios do rei inglês, Henrique V, e de seu primo mais velho, João, o duque da Borgonha. Seus parentes mais próximos, os duques de Orleães e de Bourbon, foram feitos prisioneiros na Batalha de Azincourt e estavam sob custódia dos ingleses. Com sua mãe, a rainha Isabel, e o duque da Borgonha aliados aos ingleses, Carlos não tinha amparo a não ser da Casa de Anjou ou da casa menor de Armagnac.
Após o assassinato de João, o Destemido, em Montereau, em 1419, seu filho Filipe, o Bom, sucedeu-o como duque da Borgonha. Com Henrique V da Inglaterra, ele impôs o Tratado de Troyes (21 de maio de 1420) ao incapacitado Carlos VI. O tratado nomeava Henrique como "regente da França" e herdeiro do trono francês. Em seguida, o delfim Carlos foi declarado deserdado em 1421. Quando ambos Henrique V e Carlos VI morreram em 1422 (em 31 de agosto e 21 de outubro, respectivamente), o delfim, aos dezenove anos de idade, tornou-se legitimamente Carlos VII da França. Sua titularidade foi contestada pelos ingleses e pelos borgonheses, que apoiavam a candidatura de Henrique VI da Inglaterra, o pequeno filho de Henrique V e de Catarina de Valois, sua própria irmã, como rei da França. Este foi o início da última fase da Guerra dos Cem Anos: a guerra de Carlos VII.
Nesta disputa, Iolanda teve papel proeminente em cercar o jovem rei de Valois com conselheiros e servos associados à Casa de Anjou. Ela planejou o rompimento de João VI, duque da Bretanha, com os ingleses, e foi responsável para que um soldado da famíla ducal bretã, Artur de Richemont, se tornasse condestável da França em 1425. Seu apoio inicial e forte a Joana d'Arc, quando outros duvidavam, sugere a possibilidade de uma atuação maior em orquestrar a aparição de Joana em cena. Iolanda inquestionavelmente praticava "realpolitik". Usando o condestável de Richemont, Iolanda esteve por trás da remoção forçada de vários dos conselheiros de Carlos VII menos desejáveis. O pior, La Trémoille, foi atacado e obrigado a se retirar da corte em 1433. Ela não se opunha a recrutar mulheres bonitas e instruí-las a se tornarem amantes de homens poderosos para que o espiassem a seu favor. Ela tinha uma rede dessas mulheres nas cortes da Lorena, da Borgonha, da Bretanha e na de seu genro.
O cronista Jean Juvenal des Ursins, bispo de Beauvais, descreveu-a como "a mulher mais bela do reino". Bourdigné, cronista da Casa de Anjou, disse a seu respeito: "Ela, quem se diz ser a princesa mais sábia e mais bela da Cristandade". Posteriormente, o rei Luís XI da França recordou que sua avó tinha "o coração de homem num corpo de mulher".
Ao fim de sua vida, Iolanda retirou-se para Angers, e depois para Saumur, onde faleceu aos 59 anos. Seu corpo foi sepultado na Catedral de Angers.

### Casamento e descendência
Em 1390, ela foi prometida em casamento a Luís, herdeiro de Anjou (o qual havia um ano sucedera em conquistar Nápoles e se tornar rei Luís II de Nápoles), e casou-se com ele em 2 de dezembro de 1400. Foram seus filhos:
1. Luís III de Anjou (25 de setembro de 1403 - 12 de novembro de 1434), duque de Anjou, rei titular de Nápoles; adotado pela rainha Joana II de Nápoles; casou-se com Margarida de Saboia, sobrinha de João II, Duque da Borgonha; morreu sem filhos.
2. Maria de Anjou (14 de outubro de 1404 - 29 de novembro de 1463), casada em 1422 com Carlos VII da França; teve prole, incluindo o rei Luís XI da França.
3. filha sem nome (*1406), casada com o conde de Gênova.
4. Renato de Anjou (19 de janeiro de 1409 - 10 de agosto de 1480), duque de Anjou e de Bar, duque consorte da Lorena, rei titular de Nápoles e da Sicília; casou-se com Isabel da Lorena.
5. Iolanda de Anjou (13 de agosto de 1412 - 17 de julho de 1440), casada em 1431 com Francisco I, duque da Bretanha; morreu sem filhos.
6. Carlos VI, Conde do Maine (14 de outubro de 1414 - 10 de abril de 1473), conde do Maine; casou-se primeiro com Cobella Ruffo, duquesa de Sessa, e segundo com Isabel de Luxemburgo, condessa de Guise; deixou descendência de ambos casamentos.